# Khadija Abeba
Khadija Abeba ist eine Richterin in Dschibuti. Sie ist Präsidentin des Obersten Gerichts von Dschibuti und die höchste Beamtin des Landes.

## Karriere
Khadija Abeba wurde 1977 die erste weibliche Richterin und 1996 die erste Frau in Dschibuti, die Präsidentin des Appellationsgerichts wurde. Im Gerichtssystem von Dschibuti folgen ihr die Richterinnen Chantal Clément, Fozia Hassan Bahdon und Naïba Djama. Sie ist bekannt als progressive Richterin. Auch wenn Frauen in Dschibuti das Wahlrecht haben, ist ihre politische Repräsentation noch sehr limitiert.
Abeba wurde 1996 zur Richterin am Obersten Gericht ernannt. Im Fall einer Krankheit, oder des Todes von Präsident Ismaïl Omar Guelleh, wäre Khadija Abeba die geschäftsführende Staatschefin. Die Menschenrechte in Dschibuti sind ein Hauptanliegen von Abeba. Sie organisierte bereits des öfteren Workshops mit der Ligue Djiboutienne des Droits de l'Homme (Djiboutian League for Human Rights, LDDH) um Lösungen für gesellschaftliche Probleme im and zu finden.